# Gier (Kartenspiel)
Gier ist ein Kartenspiel des österreichischen Spieleautors Alexander Pfister, das 2017 bei Amigo erschien. Bei dem Ablagespiel geht es darum, dem Gegner möglichst viele Karten aus der Hand zu ziehen und dabei als erster Spieler sechs Karten der gleichen Zahlenwerte abzulegen.

## Spielprinzip
Das grundsätzliche Spielprinzip von Gier ist an andere Ablagespiele angelehnt, allerdings ziehen die Spieler ihre Karten zur Ablage grundsätzlich aus den Handkarten ihrer Mitspieler und müssen aufpassen, keine Karte doppelt zu ziehen („push your luck“). Der Spieler, der als erster sechs Karten der gleichen Zahlenwerte abgelegt hat, gewinnt das Spiel.
Das Spielmaterial ist sprachneutral und besteht aus 98 Zahlenkarten mit den Zahlenwerten 1 bis 7 und zwölf Ganovenkarten. Zahlenkarten mit den gleichen Werten haben durchgängig die gleiche Farbe, einige der Zahlenkarten sind zudem mit Symbolen für Sonderaktionen gekennzeichnet.

### Spielablauf
Zu Beginn des Spiels bekommt jeder Spieler eine Ganovenkarte und sieben Zahlenkarten, die er auf die Hand nimmt (Handkarten). Ein Startspieler bekommt eine zusätzliche Karte, die er offen vor sich in seine Sammlung ablegt. Die jeweils folgenden Spieler im Uhrzeigersinn bekommen jeweils immer eine Karte mehr zur Ablage, wobei wertgleiche Karten immer zusammen in eine Reihe abgelegt werden. Die restlichen Karten werden gemischt und als verdeckter Nachziehstapel bereitgelegt.
Beginnend mit dem Startspieler spielen alle Spieler im Uhrzeigersinn nacheinander und führen ihre Spielzüge aus. Zuerst legt der aktive Spieler eine Karte aus seiner Kartenhand in seine Sammlung. Danach bestimmt er einen Mitspieler, von dem er Karten klauen möchte. Er zieht nacheinander Karten aus dessen Hand, bis er entweder freiwillig aufhört oder eine Karte doppelt zieht. Hört der Spieler freiwillig auf, darf er alle gezogenen Karten in seine Sammlung legen. Hat er zudem den Ganoven des Mitspielers gezogen, darf er sich eine Karte aus der Sammlung des Mitspielers aussuchen und diese ebenfalls in seine Sammlung ablegen. Den Ganoven gibt er anschließend dem Mitspieler zurück. Zieht der aktive Spieler einen Kartenwert doppelt, bekommt er keine Karten und gibt alle dem Mitspieler zurück; er darf keine Karten in seine Sammlung legen.
Auf einigen der Karten befinden sich Symbole, die eine Aktion auslösen, wenn diese Karten gezogen werden:
- +1: Alle Spieler, die in ihrer Sammlung mindestens eine Karte des Wertes liegen haben, dürfen eine Karte ziehen und in ihre Sammlung legen.
- Auge: Der aktive Spieler darf sich die Handkarten eines beliebigen Mitspielers ansehen.
- 2→3: Der aktive Spieler darf zwei gleiche Karten aus seiner Sammlung auf den Ablagestapel legen und dafür drei neue Karten ziehen und in seine Sammlung legen.

In der letzten Phase seines Zuges dürfen der aktive Spieler und der Mitspieler, bei dem dieser gezogen hat, ihre Handkarten auffüllen. Hat einer der beiden Spieler nach dem Zug nur noch eine Karte auf der Hand, darf er seine Kartenhand auf acht Karten auffüllen. Hat der aktive Spieler mehr als eine Karte auf der Hand, darf er alle Karten eines Wertes aus seiner Sammlung auf den Ablagestapel legen und dafür so viele Karten nachziehen, dass er wieder acht Handkarten hat.
Das Spiel endet, wenn ein Spieler nach seinem Zug sechs gleiche Zahlen in seiner Sammlung ausliegen hat. Dieser Spieler gewinnt das Spiel.

### Turnierregeln
Die Spielregeln schlagen als Turnierregeln vor, so viele Spiele zu spielen, wie Mitspieler vorhanden sind. Der Startspieler wechselt dabei im Uhrzeigersinn und der Gewinner eines Spieles erhält jeweils sieben Punkte. Die anderen Spieler erhalten in jedem Spiel Punkte entsprechend der Anzahl der Kartenwerte, von denen sie am meisten Karten in ihrer Sammlung haben.

### Spiel für zwei Personen
Beim Spiel für zwei Spieler darf der aktive Spieler entscheiden, Karten bei seinem Gegner oder vom Nachziehstapel zu ziehen. Zieht er vom Nachziehstapel eine Karte doppelt, legt er alle Karten auf den Ablagestapel.

## Ausgaben
Gier wurde von Alexander Pfister entwickelt und von Amigo 2017 zu den Internationalen Spieltagen in Essen veröffentlicht.

## Belege
1. 1 2 3 4 5 6 7 8 9  Gier, Offizielle Spielregeln als Download bei Gier (Seite nicht mehr abrufbar, festgestellt im Mai 2025. Suche in Webarchiven)  Info: Der Link wurde automatisch als defekt markiert. Bitte prüfe den Link gemäß Anleitung und entferne dann diesen Hinweis. auf der Website von Amigo; abgerufen am 14. Januar 2017.
2. ↑  Versionen von Gier bei boardgamegeek; abgerufen am 14. Januar 2017.